# RTL+
RTL Harom (fost RTL+) este un canal de televiziune de interes general din Ungaria, difuzat în Ungaria, dar care emite în limba maghiară, care a început să funcționeze la 1 mai 2014 ca succesorul legal al Prizma TV.
Vocea canalului este Artúr Kálid și Zsuzsa Ullmann, fosta Anna Orosz.